# Гай (апостол від 70)
Гай Коринтянин — один з апостолів від сімдесяти. Згадується двічі в Новому Заповіті: «Вітає вас Гай, гостинний для мене і всієї церкви» (Рим. 16:23) і  «Дякую Богові, що я нікого з вас не христив, окрім Кріспа та Гая» (1 Кор. 1:14).

Церковний переказ вважає Гая учнем апостола Павла, що став згодом єпископом в місті Ефесі. Він, як видно з Першого послання до Коринтян, був заможний і знатний житель і, можливо, уже був прозелітом (тобто юдеєм з діаспори або язичником, який прийняв закон Мойсея). Він, під час довготривалого перебування в Коринфі Павла приймав його у своєму будинку і послужив апостолу язичників доброчесністю чужинців, про що Павло і писав у посланні до римських християн. Гай відрізнявся доброчесним життям — Іван Золотоустий в своєму тлумаченні на Послання до Римлян пише про нього так: 
«бач, який вінець сплів йому (Гаєві) апостол, засвідчивши про таку його гостинність і зібравши всю церкву в його домі. А коли чуєш, що Гай приймав у себе в домі Павла, ... бо якби Гай не був гідний Павлових чеснот, то і Павло не пішов би до нього в будинок.». 
Згідно із слов'янськими Четьї-Мінеями Гай був Ефеським єпископом після апостола Тимофія. Такі ж відомості про нього дає церковний письменник Дорофей Тирський.
Пам'ять апостола Гая відбувається в православній церкві 18 листопада (5 листопада за старим стилем) разом з апостолами Патровом, Ліном, Філологом та  Єрмою, а також 17 січня (4 січня за старим стилем) в день Собору Апостолів від семідесяти.